# Spanje op het Eurovisiesongfestival 2016

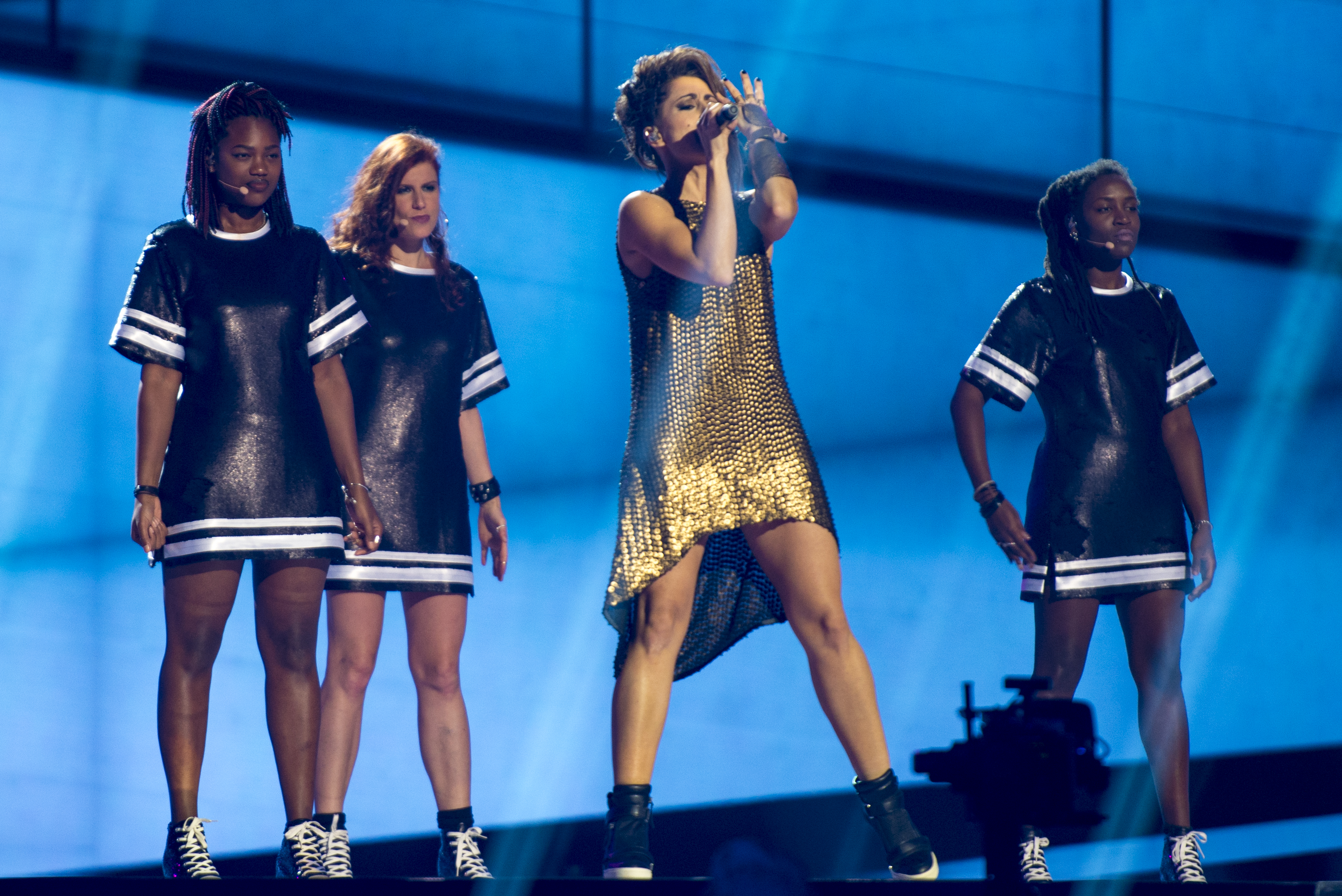
Barei op het Eurovisiesongfestival 2016.

Spanje nam deel aan het Eurovisiesongfestival 2016 in Stockholm, Zweden. Het was de 56ste deelname van het land aan het Eurovisiesongfestival. TVE was verantwoordelijk voor de Spaanse bijdrage voor de editie van 2016.

## Selectieprocedure
Op 14 september 2015 bevestigde de Spaanse openbare omroep te zullen deelnemen aan de 61ste editie van het Eurovisiesongfestival. Nadat er een jaar eerder geopteerd werd voor een interne selectie, koos TVE er ditmaal voor een nationale finale te organiseren. Op 29 december werden de namen van de zes deelnemers bekendgemaakt. Objetivo Eurovisión werd op 1 februari georganiseerd in de TVE-studio's in Villaviciosa de Odón en werd gepresenteerd door Anne Igartiburu, bijgestaan door Julia Varela in de green room. De Spaanse act voor Stockholm werd geselecteerd door drie jury's: een internationale jury (30 %), een jury in de studio (30%) en het televotende publiek (40%). De internationale jury bestond uit televisie-, radio- en muziekprofessionals uit Frankrijk, Italië, het Verenigd Koninkrijk en Zweden. De studiojury bestond uit de Zweedse Loreen (winnaar van het Eurovisiesongfestival 2012), Edurne (Spaanse vertegenwoordiger op het Eurovisiesongfestival 2015) en Carlos Marín (lid van Il Divo). Aan het einde van de puntentelling bleek Barei met de zegepalm aan de haal te zijn gegaan. Ze haalde het maximum van de punten van de studiojury en de televoters, en eindigde als tweede bij de internationale jury.

## Objetivo Eurovisión 2016
| Plaats | Artiest          | Lied                | Int. jury | Studiojury | Publiek | Totaal |
| ------ | ---------------- | ------------------- | --------- | ---------- | ------- | ------ |
| 1      | Barei            | Say yay!            | 30        | 36         | 48      | 114    |
| 2      | Xuso Jones       | Victorious          | 24        | 30         | 40      | 94     |
| 3      | Salvador Beltrán | Días de alegría     | 36        | 16         | 20      | 72     |
| 4      | María Isabel     | La vida sólo es una | 18        | 18         | 32      | 68     |
| 5      | Electric Nana    | Now                 | 15        | 23         | 38      | 66     |
| 6      | Maverick         | Un mundo más feliz  | 21        | 21         | 24      | 66     |

## In Stockholm
Als lid van de Grote Vijf mag Spanje automatisch aantreden in de grote finale, op zaterdag 14 mei 2016. In de finale trad Spanje als negentiende van de 26 acts aan en werd er 22ste.
1961 · 1962 · 1963 · 1964 · 1965 · 1966 · 1967 · 1968 · 1969 · 1970 · 1971 · 1972 · 1973 · 1974 · 1975 · 1976 · 1977 · 1978 · 1979 · 1980 · 1981 · 1982 · 1983 · 1984 · 1985 · 1986 · 1987 · 1988 · 1989 · 1990 · 1991 · 1992 · 1993 · 1994 · 1995 · 1996 · 1997 · 1998 · 1999 · 2000 · 2001 · 2002 · 2003 · 2004 · 2005 · 2006 · 2007 · 2008 · 2009 · 2010 · 2011 · 2012 · 2013 · 2014 · 2015 · 2016 · 2017 · 2018 · 2019 · 2020 · 2021 · 2022 · 2023 · 2024 · 2025
Albanië · Armenië · Australië · Azerbeidzjan · België · Bosnië en Herzegovina · Bulgarije · Cyprus · Denemarken · Duitsland · Estland · Finland · Frankrijk · Georgië · Griekenland · Hongarije · Ierland · IJsland · Israël · Italië · Kroatië · Letland · Litouwen · Macedonië · Malta · Moldavië · Montenegro · Nederland · Noorwegen · Oekraïne · Oostenrijk · Polen · Rusland · San Marino · Servië · Slovenië · Spanje · Tsjechië · Verenigd Koninkrijk · Wit-Rusland · Zweden · Zwitserland